# 함안중학교
함안중학교(咸安中學校)는 대한민국 경상남도 함안군 가야읍 도항리에 있는 공립 중학교이다.

## 학교 연혁
- 1951년 9월 1일 : 학제개편으로 함안농고와 분리 개교
- 1977년 12월 10일 : 본관교실 준공
- 1985년 3월 1일 : 특수학급(1학급) 설치
- 2003년 11월 18일 : 전자도서관 개관
- 2020년 1월 25일 : 사이버 역사관 설치
- 2021년 2월 26일 : 함안중 도서관(머물지어당) 개관
- 2023년 3월 1일 : 제34대 강보수 교장 취임
- 2023년 3월 2일 : 입학식(입학생 101명)

## 참고 자료
- 함안중학교 - 한국교육학술정보원 학교알리미